# Hamza Fatah
Hamza Fatah (ur. 29 maja 1984) – francuski i od 2012 roku marokański zapaśnik w stylu wolnym. Zajął 21. miejsce na mistrzostwach Europy w 2011. Srebrny medalista igrzysk śródziemnomorskich w 2013 i brązowy w 2005 i 2009 roku.